# Pistole vz. 82
9mm pistole vz. 82 je samonabíjecí pistole, která byla vyráběna pro Československou lidovou armádu a Sbor národní bezpečnosti. 
V 70. letech bylo zřejmé, že pistole ČZ vz.70 je jich zastaralá a překonaná a v roce 1975 Česká zbrojovka (Přesné strojírenství, n.p. Uherský Brod) dostala za úkol vyvinout novou pistoli ráže 7,65mm Browning, 9 mm Makarov, 9 mm Browning nebo 9 mm Police. Vývoje se ujal Augustin Nečas.  
Na počátku vývoje dostala pistole ráže 7,65mm interní označení 033 (ČZZ 033), řešila se primárně. V lednu 1977 do vývoje zbraně zasáhl vývojový úkol s krycím názvem KOSA, který měl řešit zbraň jednotlivce a začal vývoj zbraně pro náboj 9 mm  Makarov. MNO stanovilo přesné podmínky na novou pistoli - minimální kapacita zásobníku 12 nábojů, pistolové pouzdro, které umožní vložní zbraně zleva i zprava a lučík, který umožní střelbu i v rukavicích. Vývoj probíhal ve dvou jen minimálně odlišných variantách, pro civilní trh a pro služební sektor s jednotným konstrukčním řešením. Typickým prvkem obou variant byl dynamický závěr, pevná hlaveň a spoušť SA/DA. 

## Vývoj 9 mm pistole vz.82
Vývoj 9mm pistole dostal název KOSA-P, aby se odlišil vývoj od rekonstrukce 7,65 mm samopalu vz.61 na náboj 9mm Makarov, který řešil Závod všeobecného strojírenství v Brně. 
Podnikové zkoušky 9 mm pistole proběhly v říjnu 1980. Po zkouškách byla řešena změna vývrtu hlavně a v červnu 1981 proběhly rozsáhlé zkoušky s několika druhy vývrtů hlavně, kdy byl pro novou pistoli vybrán polygonální vývrt hlavně. V dubnu 1982 proběhly tovární zkoušky a zkoušky trvanlivosti zbraně - minimální živostnost byla stanovena na 5000 ran. Během května 1982 proběhly vojskové zkoušky a v únoru 1983 byla zbraň zavedena do výzbroje ČSLA jako  9mm pistole vz.82. Zbraň využívala 9 mm náboj vz.82 (9-Pi-82) se střelou ze spékaného železa. Do zbraně je možné i použít náboj 9 mm Makarov (9-Pi-Makarov).  
Pro cvičné účely byla vyvinuta 9 mm CVIČNÁ PISTOLE vz.82, která na horní straně závěru byla označena nápisem "CVIČNÁ" a byla upravena pro střelbu nábojkami - 9 mm cvičný náboj vz.82 (9-82-Cv). Pistole byla vyvinuta z důvodu, že původní pistole z ohledem na konstrukci není schopna při střelbě nábojkami "přebíjet". 
Sériová výroba armádních 9 mm pistolí vz.82 probíhala v letech 1983-1992. V průběhu výroby došlo k několika menším konstrukčním změnám. MNO počítalo s přezbrojením u všech jednotek do konce roku 1992. Pistole vz.52 měly zůstat ve službě do konce jejich životnosti dokud budou náhradní díly (pistole vz.52 byly vyřazeny až v roce 2013). 
Zbrojovka v Uherském Brodě vyrobila celkem 189 772 kusů 9 mm pistole vz.82. 

## Vývoj ČZ model 83 (CZ83)
Přesné strojírenství, n.p. Uherský Brod vytvořilo v roce 1979 první dva prototypy a jeden absolvoval zkoušky trvanlivosti, kdy bylo z prototypu vystřeleno 10 000 ran s upokojivým výsledkem. 
Zbraň se dostala do sériové výroby pod označením ČZ model 83 v lednu 1983. Zbraň šla do výroby v rážích 7,65 mm Browning a 9mm Browning. Do konce roku 1983 se podařilo vyrobit pouze 881 kusů. V roce 1984 se výroba rozběhla na plno a bylo již vyrobeno 4313 kusů,  v roce 1985 4846 kusů a 1986 již 9457 kusů. Následujíc roky se roční produkce pohybovala kolem 5000 kusů. V roce 1989 dosáhla roční produkce 10 107 kusů, což bylo roční maximum výroby. Do roku 1992 bylo vyrobeno celkem 100 247 pistolí. V letech 1999-2001 byly některé kusy pistole vyrobeny pro náboj 9 mm Makarov. Výroba zbraně byla ukončena v roce 2012 

## Po roce 1989
Po roce 1989 nebyly finanční prostředky pro přezbrojení všech složek. Výkon 9 mm vz.82 byl nedostačující, proto v druhé polovině 90. let proběhla výběrová řízení a v roce 2000 byla zadána zakázka České zbrojovce a.s. na výrobu nové 9 mm pistole řady CZ75. 9mm Pistole vz.82 je postupně z výzbroje Armády České republiky vyřazována a byla nahrazována pistolemi CZ 75 Phantom a nově je nahrazována pistolemi CZ P10C.  

Pozemní síly Slovenské republiky postupně nahrazují 9 mm pistoli vz.82 pistolemi CZ-P09 a Glock 17.  

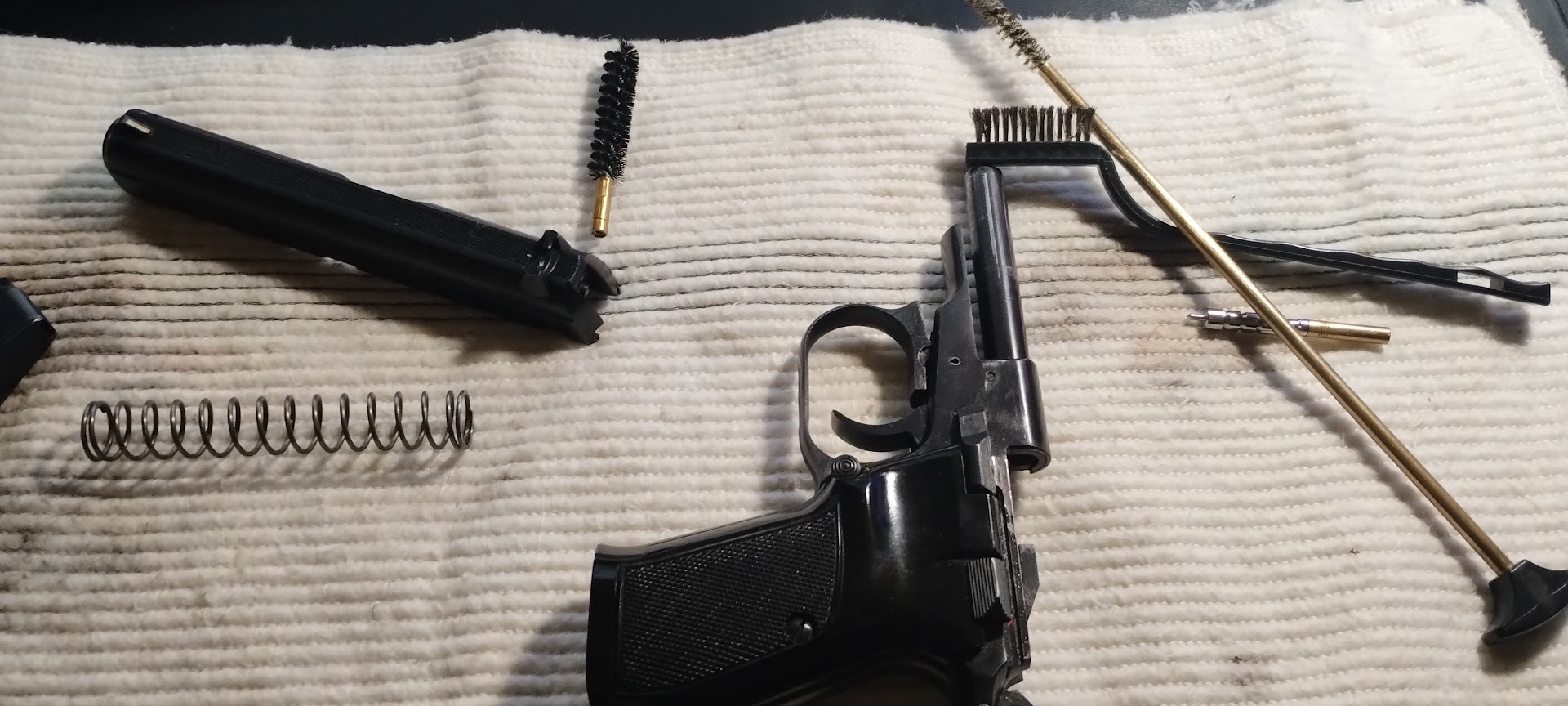
CZ83 při čištění
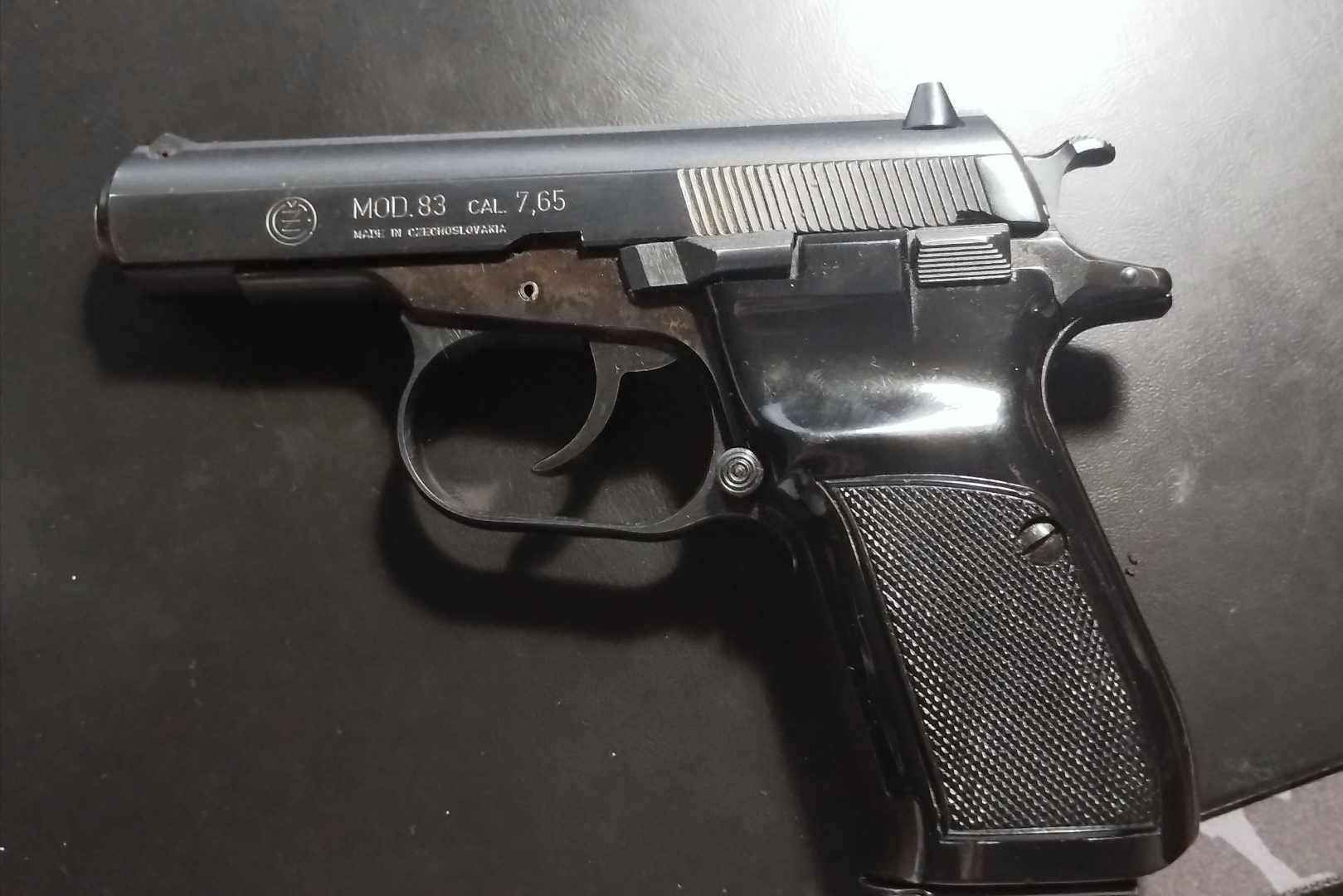
CZ83 7,65 mm Browning
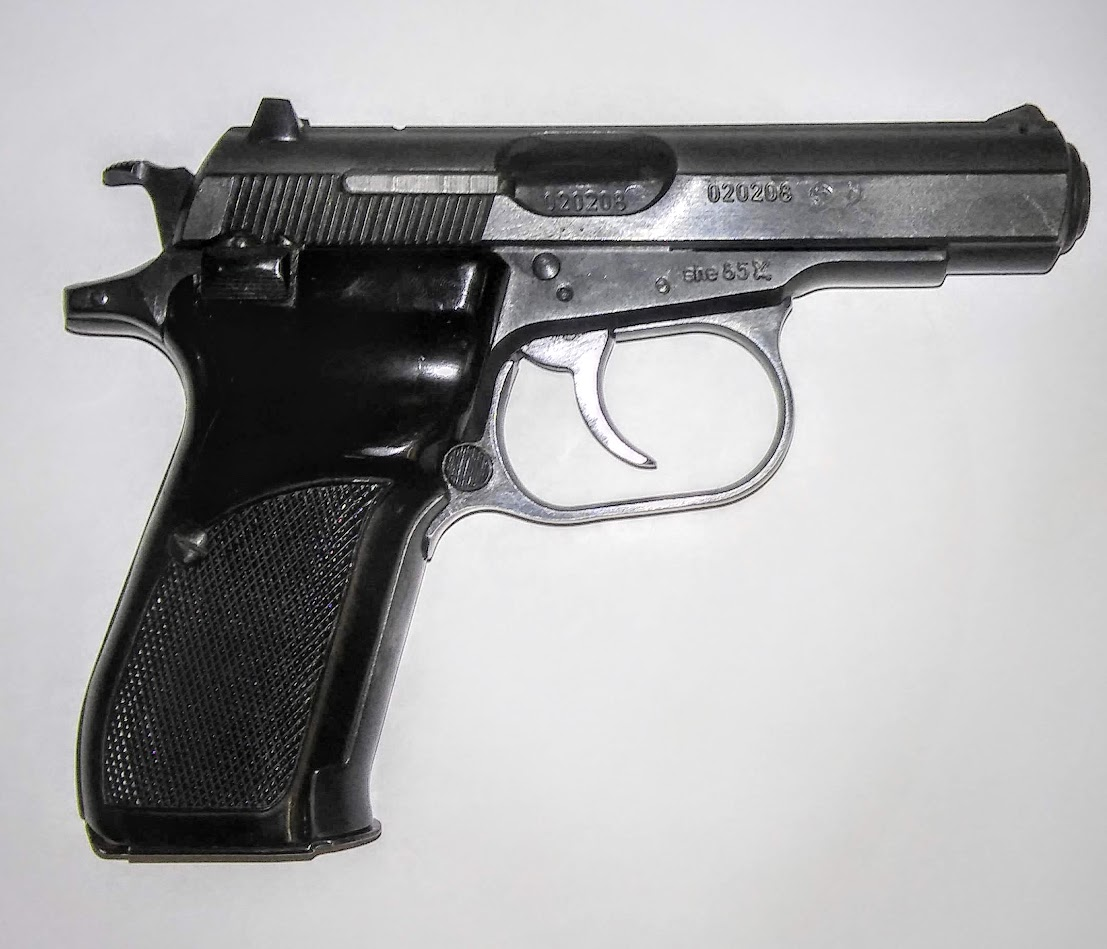
9mm Pistole vz.82

26.2.2022 byla vládou ČR schválen dar vojenského materiálu Ukrajině. Součástí vojenského daru bylo 30 150 ks 9mm pistolí vz.82.

## Charakteristika
9mm pistole vz.82 je zbraň určená k vlastní obraně, k napadení nepřítele a k boji na malé vzdálenosti (do 50 m). 9 mm pistole vz.82 je samonabíjecí palná zbraň s neuzamčeným závěrem a s pevnou hlavní (s dynamickým závěrem). K činnosti jejího závěru je využito tlaku plynů na dno nábojnice opírající se o závěr, které vznikají hořením, výmetné náplně. Úderník se zápalníkem je nezajištěného typu. Proti nežádoucímu výstřelu nabité pistole při napnutém kohoutu zajišťuje pistoli pojistka, kterou lze ovládat z obou stran pistole. Po vystřelení posledního náboje je závěr zachycen v zadní poloze. Tvar pažbiček umožňuje střelbu pravou i levou rukou.
Hlaveň má čtyřvrcholový polygonální vývrt s pravotočivým stoupáním o délce 240 mm. Hlaveň je zalisována v zadní části do objímky hlavně těla pistole a je zajištěna kolíkem.
Zbraň má oboustranný záchyt zásobníku - z levé i pravé strany. Záchyt zásobníku blokuje sklopení lučíku pro rozborku, dokud není vyjmut zásobník. Výstupek v horní části lučíku pro změnu vymezuje dráhu závěru při pohybu vzad. 
| Technické údaje 9 mm pistole vz.82        | Technické údaje 9 mm pistole vz.82 |
| ----------------------------------------- | ---------------------------------- |
| Ráž                                       | 9mm                                |
| Hmotnost pistole se zásobníkem bez nábojů | 800 g                              |
| Hmotnost pistole se zásobník s náboji     | 920 g                              |
| Hmotnost zásobníku                        | 75g                                |
| Kapacita zásobníku                        | 12 nábojů                          |
| Délka pistole                             | 172 mm                             |
| Šířka pistole                             | 35 mm                              |
| Výška pistole                             | 128 mm                             |
| Délka hlavně                              | 97 mm                              |
| Druh vývrtu hlavně                        | Polygonální                        |
| Počet polí ve vývrtu hlavně               | 4                                  |
| Stoupání drážek                           | 240 mm vpravo                      |
| Délka záměrné                             | 128 mm                             |
| Bojová rychlost střelby                   | 24 mířených ran za 36 sekund       |
| Největší dostřel                          | 1 300 m                            |
| Smrtící účinek                            | 350 m                              |

| Technické údaje pistole CZ83              | Technické údaje pistole CZ83 | Technické údaje pistole CZ83 |
| ----------------------------------------- | ---------------------------- | ---------------------------- |
| Ráž                                       | 9mm                          | 7,65 mm                      |
| Hmotnost pistole se zásobníkem bez nábojů | 800 g                        | 800 g                        |
| Kapacita zásobníku                        | 12 nábojů                    | 15 nábojů                    |
| Délka hlavně                              | 96 mm                        | 96 mm                        |
| Délka pistole                             | 172 mm                       | 172 mm                       |
| Výška pistole                             | 128 mm                       | 128 mm                       |
| Druh vývrtu hlavně                        | Drážkovaná                   | Drážkovaná                   |
| Úsťová rychlost střely                    | 290 m/s                      | 310 m/s                      |

## Střelivo
9 mm Pistole vz. 82:
- 9mm náboj vz.82 (9-Pi-82) – zásobník na 12 nábojů
- 9mm náboj Makarov (9-Pi-Makarov) – zásobník na 12 nábojů

9 mm CVIČNÁ PISTOLE vz.82
- 9mm cvičný náboj vz.82 (9-82-Cv) – zásobník na 12 nábojů

|                                   | Jednotka | 9-Pi-Makarov (9mm náboj Makarov) | 9-Pi-82 (9mm náboj vz.82) | 9-82 Cv (9mm náboj vz.82 cvičný) |
| --------------------------------- | -------- | -------------------------------- | ------------------------- | -------------------------------- |
| Počáteční rychlost střely (V0)    | m/s      | 310                              | 400                       | -                                |
| Hmotnost náboje                   | g        | 10                               | 8,1                       | 4,3                              |
| Hmotnost střely                   | g        | 6,1                              | 4,5                       | -                                |
| Hmotnost výmetné náplně           | g        | 0,21                             | 0,28                      | 0,48                             |
| Délka náboje                      | mm       | 25                               | 25                        | 24,5                             |
| Délka střely                      | mm       | 12,3                             | 12,3                      | -                                |
| Počet nábojů v krabičce           | ks       | 16                               | 24                        | 25                               |
| Rozměr krabičky                   | mm       | 46x44x28                         | 62x41x27                  | 64x42x27                         |
| Hmotnost krabičky s náboji        | kg       | 0,16                             | 0,21                      | 0,12                             |
| Počet nábojů ve skupinovém obalu  | ks       | 1280                             | 240                       | Není                             |
| Počet nábojů v truhlíku           | ks       | 2560                             | 2880                      | 3408                             |
| Hmotnost plného truhlíku s náboji | kg       | 32                               | 31                        | 23                               |

CZ83
- 7,65 × 17 mm Browning – zásobník na 15 nábojů
- 9 × 17 mm Browning – zásobník na 12 nábojů
- 9 × 18 mm Makarov – zásobník na 12 nábojů